# 杭州鼓楼
杭州鼓楼是杭州市上城区的一个景点，位于吴山东麓，中山中路、中山南路与望江路相交处，南接十五奎巷，北临大井巷。

## 历史
杭州鼓楼旧名朝天门，为五代吴越国国王钱氏拓筑杭州罗城时所建的城门之一，高十一仞（近二十米），兼有城防、报时和登高望远的功能。南宋，御街（今中山路）从其下过，为“前朝后市”的分水岭。元大德三年（1299年）重建，更名为拱北楼。趙孟頫题诗《杭州拱北楼·城上高楼接太霞》。明代更名为来远楼、镇海楼。嘉靖三十五年（1556年）因火灾烧毁，后由参政徐本改名为镇海楼。 浙闽总督胡宗宪为防御倭寇而重建镇海楼，嘉靖四十年（1561年）建成。徐渭撰写《镇海楼记》，高得旸题诗《拱北楼·天府东来第一州》，有“胥丘东起最高楼”句。一千年来，鼓楼由于兵祸火患，屡毁屡建，仅明清两代就先后毁建了7次。
1970年，鼓楼因道路扩建而拆除。2001年，杭州市仿照明代鼓楼建筑形式，重建鼓楼，2002年10月，重建完成的鼓楼开放。

## 建筑
重建的鼓楼成为杭州的标志性建筑，与吴山西面的城隍阁遥相呼应。占地865平方米，建筑面积1046平方米，高19.47米，面阔五间，重檐歇山顶，木斗拱装饰，黑色亚光琉璃瓦屋面。展示巨幅东阳木雕作品《清明上河图》《鼓楼形胜图》。二楼安置一钟九鼓。檐下和城门洞上方分署“朝天门”“镇海楼”“鼓楼”额，以示鼓楼嬗变的历史。